# Mauro Santayana
Mauro Santayana (Rio Grande do Sul, 1932) é um jornalista brasileiro.
Ocupou cargos destacados nos principais órgãos da imprensa brasileira, especialmente na mídia impressa, como Folha de S.Paulo, Gazeta Mercantil, Correio Braziliense e Jornal do Brasil, no qual mantém uma coluna sobre política. Também escreve regularmente para a Carta Maior, para a Revista do Brasil e é comentarista de televisão e mantêm um blog, onde escreve artigos e crônicas sobre política, economia e relações internacionais, cujo endereço na internet é maurosantayana.com.

## Vida política
Em 1964, ano do golpe militar no Brasil, colaborava com o embaixador Mário Palmério, no Paraguai, nas negociações para a implantação da hidrelétrica de Itaipu. Exilou-se, então, durante mais de dez anos, no Uruguai, no México, em Cuba, em Praga, na Checoslováquia. Trabalhou como jornalista e chefe das emissões em português da Rádio Havana, em 1966, e como comentarista político da Rádio Praga, entre 1968 e 1970. Em 1968,  declarou-se contrário à invasão da Tchecoeslováquia pela tropas do Pacto de Varsóvia,e durante a intervenção passou a adotar o pseudônimo de Lauro Kubelyk. Logo em seguida, em Bonn, na Alemanha Ocidental, assumiu o cargo de correspondente do Jornal do Brasil (1970 - 1973).
Dois anos depois de voltar do exílio, em 1976, assumiu o cargo de diretor da sucursal da "Folha de S.Paulo" em Minas, na qual escrevia uma coluna diária de política, ocupando depois o cargo de correspondente internacional da Folha de S. Paulo em Madrid, onde cobriu o frustrado golpe militar do 23F, em 1981, com a ocupação do parlamento pelo tenente-coronel Tejero . Foi chefe de reportagem do "Diário de Minas", 1955 – 1958 em Belo Horizonte - MG, secretário de redação da "Última Hora", 1959, (RJ), comentarista econômico da "Revista Panorama Econômico Latino-Americano", 1965, Cuba, e colaborador da "Gazeta Mercantil", 1982 - 1992 e do Correio Brasilense. Escreveu também na revista "Manchete", no jornal mineiro "Binômio", e "Diário de Minas". Fundou na década de 50 o "Diário do Rio Doce", e foi correspondente da Folha de S.Paulo em Madrid e no Norte da África. Atualmente é um dos editores do "Jornal do Brasil" onde mantém uma seção de opinião política.
Com uma matéria comprovando  o afundamento de navios brasileiros por submarinos alemães na Segunda Guerra Mundial, ganhou o Prêmio Esso de Reportagem de 1971.  Em 2015, foi agraciado com o Prêmio Especial Vladimir Herzog de Anistia e Direitos Humanos, outorgado por uma comissão formada pela Associação Brasileira de Jornalismo Investigativo – ABRAJI; o Centro de Informação das Nações Unidas no Brasil – UNIC Rio; a Comissão Justiça e Paz da Arquidiocese de São Paulo; a Escola de Comunicações e Artes da Universidade de São Paulo – ECA/USP; a Federação Nacional dos Jornalistas – FENAJ; o Instituto Vladimir Herzog; o Conselho Federal da Ordem dos Advogados do Brasil – OAB Nacional, a Ordem dos Advogados do Brasil/Secção São Paulo, a Ouvidoria da Polícia do Estado de São Paulo, o Sindicato dos Jornalistas Profissionais no Estado de São Paulo e a Sociedade Brasileira dos Estudos Interdisciplinares da Comunicação – Intercom, por "suas contribuições ao jornalismo brasileiro e da América Latina. e por relevantes serviços prestados às causas da democracia, paz, justiça e contra a guerra."
Prêmio Esso de reportagem de 1971. com a matéria "Assim começou uma guerra", na qual publicou extratos do diário de bordo do comandante do submarino alemão que afundou navios mercantes brasileiros e de passageiros na costa brasileira no início da Segunda Guerra Mundial, cobriu, como correspondente, a invasão da Checoslováquia pelas tropas do "Pacto de Varsóvia", a Guerra Civil Irlandesa e o Conflito do Saara Ocidental.
Entrevistou personalidades importantes que marcaram a história do Século XX, como Willy Brandt, Garrincha, Dolores Ibarruri, Jorge Luis Borges, Lula e Juan Domingo Perón.
Foi Diretor Presidente do "Banco de Desenvolvimento de Minas Gerais", na área Cultural. A amizade com Tancredo Neves e o trabalho feito pela reconquista da democracia garantiram-lhe uma condecoração do governo mineiro, em cerimônia  em Ouro Preto, no dia 21-04-2004.
Foi adido cultural do Brasil em Roma, entre 1987 e 1990. Em 1988, integrou a "Comissão de Estudos Constitucionais", que elaborou um anteprojeto para a  Constituição de 1988.
Conselheiro e amigo de Tancredo Neves, foi o responsável pela articulação da campanha presidencial do então governador mineiro, representando-o em São Paulo, o que contribuiu, em muito, para o processo de redemocratização do Brasil.

## Livros publicados
- A Tragédia Argentina- Poder e violência de Rosas ao Peronismo
- Conciliação e transição: as armas de Tancredo
- Mar Negro - Nação e Governo Em Nosso Tempo
- Dossiê da guerra do Saara
- Repórteres (obra coletiva).

## Prêmios
- Vencedor do Prêmio Esso de Reportagem 1971, com a matéria Assim começou uma guerra.
- Condecoração com a Medalha de Honra da Inconfidência pelo Governo do Estado das Minas Gerais em Ouro Preto, no dia 21-04-2004.
- Prêmio Especial Vladimir Herzog 2015.